# 皮明勇
皮明勇（1960年—）湖南常德人，中国人民解放军少将。

## 生平
皮明勇是历史学硕士。研究生毕业后被分配到中国人民解放军军事科学院工作，长期从事战争理论和军事战略研究。曾任军事科学院战略部副研究员。2013年，任中国人民解放军军事科学院科研指导部部长。2017年，任新调整组建的中国人民解放军军事科学院副院长。

## 著作
- 《中国近代军事改革》
- 《左宗棠》
- 《中国近代史记·军事志》
- 《中国文明史·清代后期卷》（合著）[2]